# سام بينتو
سام بينتو هي مقدمة تلفزيونية وعارضة وممثلة فلبينية، ولدت في 11 ديسمبر 1989 في باراناك في الفلبين.

## وصلات خارجية
- سام بينتو على موقع IMDb (الإنجليزية)
- سام بينتو على موقع قاعدة بيانات الفيلم (الإنجليزية)